# Ligne 97 (Infrabel)
Pour les articles homonymes, voir Ligne 97.
La ligne 97 ou Mons - Valenciennes est une ligne ferroviaire internationale reliant la gare de Mons en Belgique à celle de Valenciennes en France.

## Historique
La loi du 1er mai 1834, acte fondateur des chemins de fer en Belgique, prévoit la création d'un système de chemins de fer construit et exploité par l’État belge comportant plusieurs lignes dont une ligne destinée à relier Bruxelles à la frontière française par le Hainaut.
L’arrêté royal du 28 août 1838 fixe les modalités de construction de la ligne (actuelles lignes 96 et 97) et son itinéraire.
La loi française du 15 juillet 1840 permit la construction et la gestion par l'État français de la ligne Valenciennes - Quiévrain vers Mons, et de les exploiter provisoirement par une ordonnance du 15 septembre 1842.
Cette ligne a été inaugurée le 7 août 1842 entre Mons et Quiévrain par les Chemins de fer de l'État belge en présence de Léopold 1er, mais le tronçon restant de Quiévrain à Blanc-Misseron (frontière franco-belge) ne fut ouvert que quelques mois plus tard, le 14 novembre 1842.
Le tronçon entre Quiévrain et la frontière fut juridiquement fermé au trafic voyageurs le 3 juin 1984, tandis que le trafic des marchandises cessa le 15 avril 1992. La section belge a été mise à voie unique de Boussu à Quiévrain, au-delà duquel elle est déférée.
La ligne est desservie, pour sa section belge, par la relation IC F du réseau InterCity de la SNCB, qui relie le terminus de Quiévrain à Tongres. La section française est inutilisée pour le trafic voyageurs depuis 1964, en raison de la diminution du nombre des travailleurs transfrontaliers, mais conservait une activité fret sporadique.

## Le projet de réouverture Quiévrain - Valenciennes

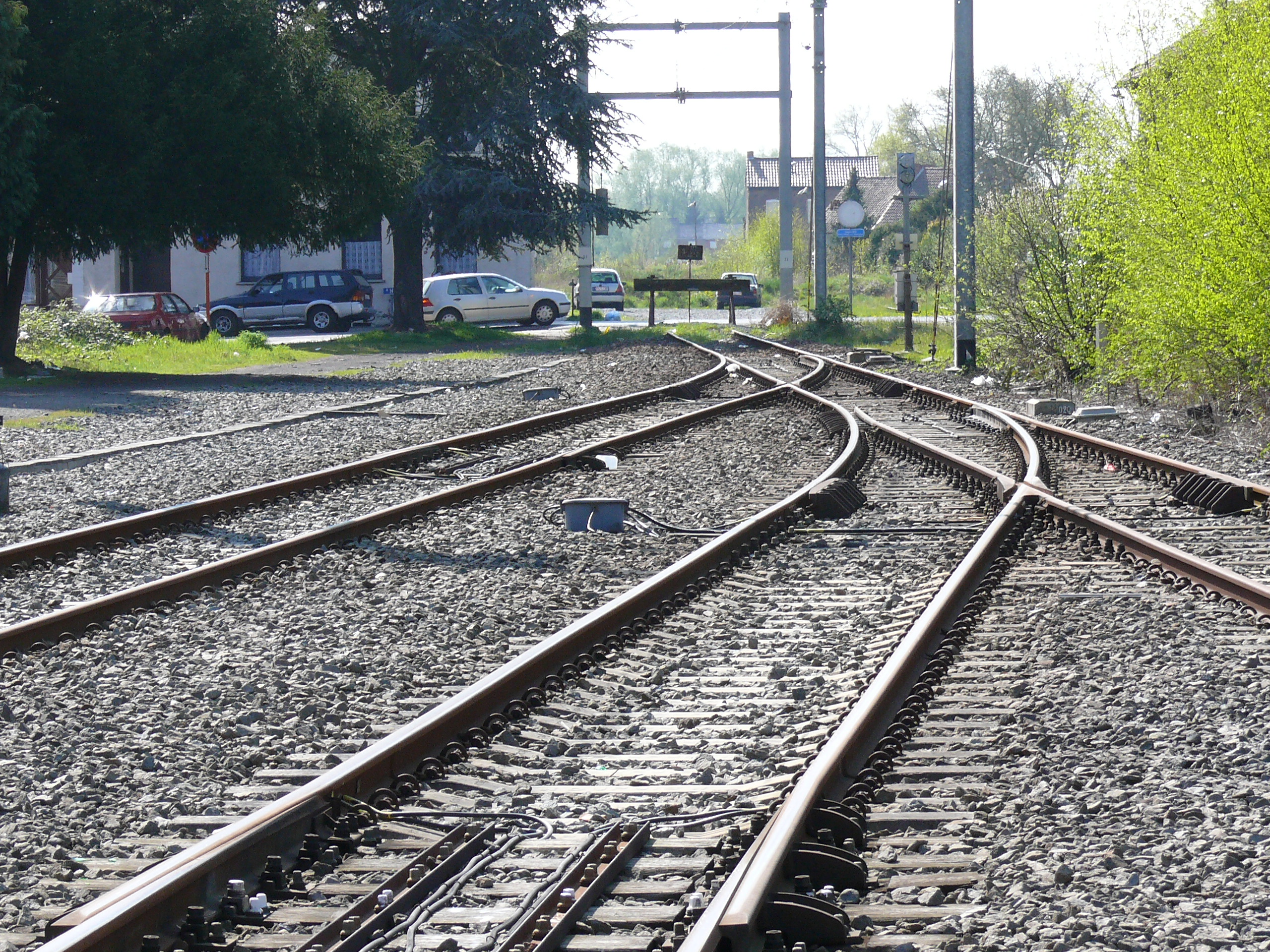
Le terminus actuel de la ligne, en gare de Quiévrain

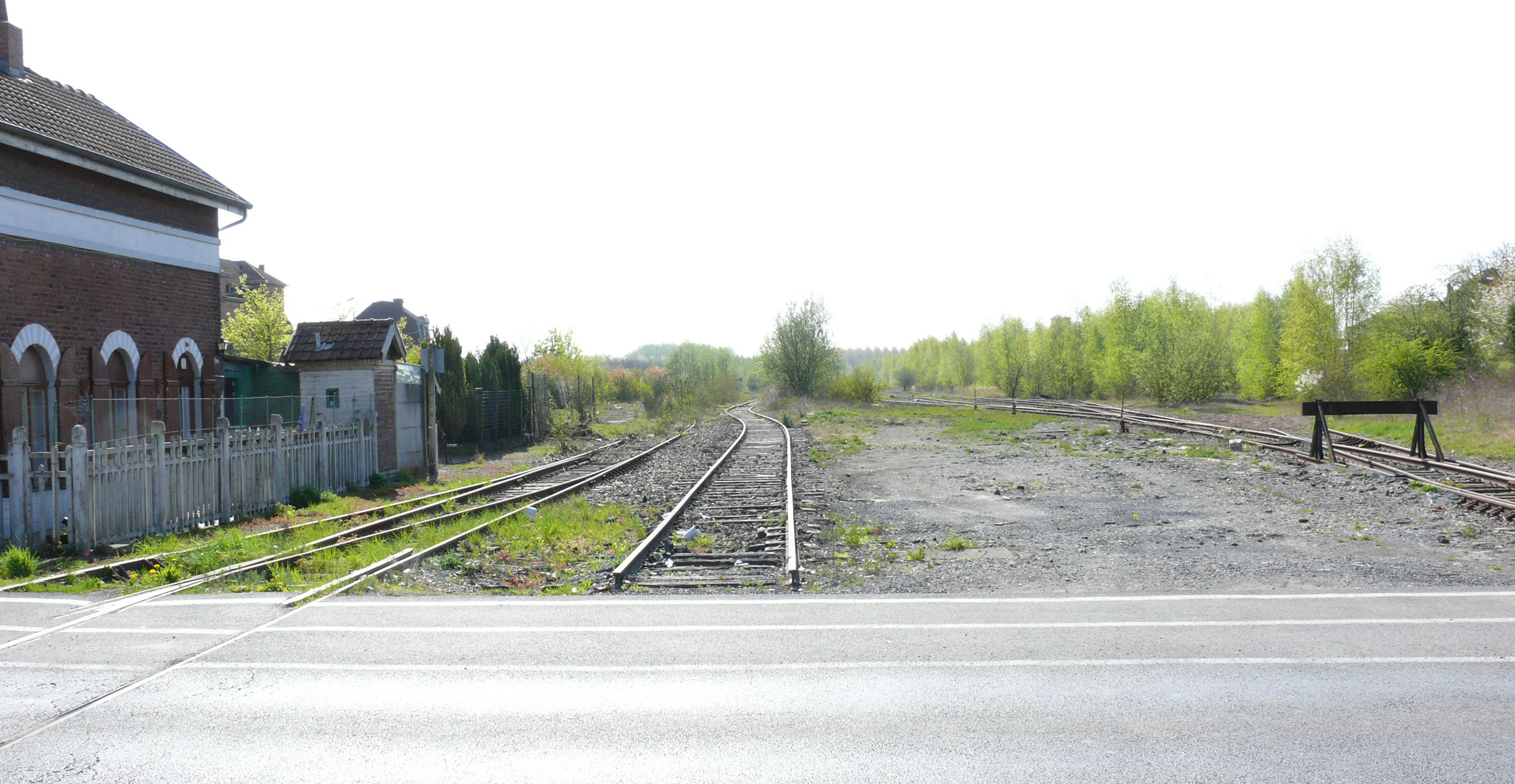
Paysage désolé de la partie française de la ligne, à Quiévrechain

La réouverture de cette section française de 12 km à voie unique avait été étudiée, notamment en 1991 (étude FERE) et 1994 (étude SOFRETU), avant d'être abandonnée au profit de la création de la ligne 2 du tramway de Valenciennes.
En effet, la région française Nord-Pas-de-Calais militait, depuis le début des années 2000, pour la réouverture et l'électrification de la section Valenciennes - Quiévrain, et avait obtenu l'inscription au CPER Nord-Pas-de-Calais 2007-2013 de ce projet, évalué à 58 millions d'euros, avec un financement de 44 millions. Cette réouverture aurait permis de prolonger l'Intercity IC F Liège-Guillemins - Bruxelles - Mons - Quiévrain à Valenciennes, qui se serait trouvé à 40 minutes de Mons et une heure vingt de Bruxelles.
Cela aurait toutefois posé des problèmes techniques complexes, liés à la différence de normes électriques du réseau SNCB (3000 volts continus) et du réseau nord-est de la SNCF (25 kV 50 Hz). Afin d'éviter l'acquisition coûteuse d'automotrices bicourants, il avait été envisagé d'électrifier selon les normes belges la section française, ce qui aurait nécessité d'adapter les dispositifs d'électrification de la gare de Valenciennes.
La Communauté d'agglomération Valenciennes Métropole, présidée à l'époque par Jean-Louis Borloo, ministre  d'État, ministre de l'Écologie, de l'Énergie, du Développement et de l'Aménagement durables, décide en 2007 l'abandon de ce projet au profit de la création de la ligne D du tramway de Valenciennes, et le report des subventions du CPER sur cette nouvelle ligne de tramway transfrontalier. Dans ce cadre, la plate-forme de la ligne serait utilisée par le tramway de Valenciennes de Blanc-Misseron à la gare de Quiévrain, où les voyageurs auraient une correspondance aisée avec les rames de la SNCB. La durée du trajet entre Valenciennes et Quiévrain serait de 35 minutes environ, ce qui n'est malheureusement pas très attractif pour un usage autre que d'intérêt local.
Mais il s'agit en fait d'une illusion, car le terminus du projet de ligne D du tramway français est finalement établi à la gare de Crespin, ne franchissant donc pas la frontière. Une simple navette autobus reliera Crespin à Quiévrain.

## Accident
Le 19 novembre 2009, le déraillement à l'entrée de la gare de Mons d'un train reliant Tournai à Charleroi-Sud fait un mort, un blessé grave et un blessé léger,. Ce train, qui empruntait la ligne 97 entre Saint-Ghislain et Mons a franchi une courbe à trop grande vitesse.